# Krikor Bedros XX Ghabroyan
Krikor Bedros XX Ghabroyan (orm. Գրիգոր Պետրոս Ի. Կապրոյեան, pol. Grzegorz Piotr XX Ghabroyan; ur. 15 listopada 1934 w Aleppo w Syrii, zm. 25 maja 2021 w Bejrucie) – patriarcha Kościoła katolickiego obrządku ormiańskiego w latach 2015–2021.

## Życiorys
Edukację odebrał w niższym seminarium duchownym Instytutu Duchowieństwa Patriarszego w Bzommar w Libanie, kolegium ojców marystów w Dżuniji w Libanie, Papieskim Kolegium Ormiańskim w Rzymie i w Papieskim Uniwersytecie Gregoriańskim w Rzymie.
Święcenia kapłańskie przyjął w 1959. W latach 1960–1977 pracował duszpastersko wśród wspólnoty ormiańskokatolickiej w Libanie.
W 1976 został mianowany egzarchą Ormian katolików we Francji i biskupem tytularnym Amida degli Armeni, święcenia biskupie przyjął 13 lutego 1977 z rąk katolikosa-patriarchy Hemaiaga Bedrosa XVII. Po podniesieniu w 1986 egzarchatu Francji do rangi Eparchii Sainte-Croix-de-Paris, został pierwszym eparchą oraz wizytatorem apostolskim dla Ormian katolików w zachodniej Europie, gdzie służył do przejścia na emeryturę w 2013.
Po śmierci katolikosa-patriachy Nersesa Bedrosa XIX został administratorem Kościoła patriarchalnego. 25 lipca 2015 został wybrany przez Synod Kościoła katolickiego obrządku ormiańskiego – katolikosem-patriarchą Cylicji dla Ormian katolików i przyjął imię Krikor Bedros XX.